# مكر النعام
مكر النعام أو مكور النعام أو مقور النعام منطقة في غرب جمهورية العراق في محافظة الأنبار، على الحدود السعودية العراقية، وفي المنطقة مخفر حدودي ومنفذ، وبئر مكر النعام، ماؤها عذبٌ حسوٌ (قليل).